# Melanagromyza suborbitalis
Melanagromyza suborbitalis är en tvåvingeart som beskrevs av Spencer 1959. Melanagromyza suborbitalis ingår i släktet Melanagromyza och familjen minerarflugor. Inga underarter finns listade i Catalogue of Life.